# Scissurella bountyensis
Scissurella bountyensis es una especie de molusco gasterópodo de la familia Scissurellidae.

## Distribución geográfica
Se encuentra  en Nueva Zelanda.